# جوهو رانتالا
جوهو رانتالا (بالفنلندية: Juho Rantala)‏ هو لاعب كرة قدم ومدرب كرة قدم فنلندي في مركز الوسط، ولد في 13 ديسمبر 1974 في هلسنكي في فنلندا.